# E.S.P. (album Bee Gees)
E.S.P. è il diciassettesimo album dei Bee Gees, uscito nel 1987.

## Tracce
1. E.S.P. – 5:35
2. You Win Again – 4:01
3. Live or Die (Hold Me Like a Child) – 4:42
4. Giving up the Ghost – 4:26
5. The Longest Night – 5:47
6. This is Your Life – 4:53
7. Angela – 4:56
8. Overnight – 4:21
9. Crazy for Your Love - 4:43
10. Backtafunk – 4:23
11. E.S.P. (vocal reprise) – 0:30